# زودیاک (فیلم)
زودیاک (انگلیسی: Zodiac) یک فیلم دلهره‌آور معمایی حماسی آمریکایی محصول ۲۰۰۷ به کارگردانی دیوید فینچر و نویسندگی جیمز وندربیلت است که بر اساس کتاب‌های غیرداستانی زودیاک و زودیاک بی‌نقاب به قلم رابرت گری‌اسمیت ساخته شده است. جیک جیلنهال، مارک رافلو و رابرت داونی جونیور از بازیگران اصلی هستند و آنتونی ادواردز، برایان کاکس، الیاس کوتیاس، دانل لوگ، جان کارول لینچ، کلویی سونی، فیلیپ بیکر هال و درموت مالرونی در نقش‌های مکمل حضور دارند.
این فیلم داستان تعقیب زودیاک قاتل، قاتل زنجیره‌ای، را بازگو می‌کند که در اواخر دهه ۱۹۶۰ و اوایل دهه ۱۹۷۰ منطقه خلیج سان فرانسیسکو را به وحشت انداخت و با نامه‌ها، لباس‌های آغشته به خون و رمزهایی که به روزنامه‌ها فرستاده می‌شد، پلیس را مورد تمسخر قرار می‌داد. این پرونده یکی از بدنام‌ترین جنایات حل نشده ایالات متحده است. فینچر، وندربیلت و تهیه‌کننده بردلی جی. فیشر، ۱۸ ماه را صرف تحقیق و کاوش در مورد قتل‌های زودیاک کردند. فینچر برای تصویربرداری بخش عمدهٔ فیلم از دوربین دیجیتال تامسون وایپر فیلم‌استریم و برای سکانس‌های قتل صحنه آهسته از دوربین‌های پُرحساسیت سنتی استفاده کرد.
زودیاک توسط پارامونت پیکچرز در آمریکای شمالی و توسط برادران وارنر پیکچرز در بازارهای بین‌المللی در ۲ مارس ۲۰۰۷ منتشر شد. این فیلم بازخوردهای مثبتی از سوی منتقدان داشت و بابت نویسندگی، کارگردانی، بازیگری و دقت تاریخی آن تحسین شد. این فیلم نامزد جوایز متعددی از جمله جایزه ساترن برای بهترین فیلم اکشن یا ماجراجویی شد. این فیلم با بودجه تولید ۶۵ میلیون دلاری ساخته شد و بیش از ۸۴٫۷ میلیون دلار در سراسر جهان فروش داشت. در نظرسنجی سال ۲۰۱۶ از منتقدان که توسط بی‌بی‌سی انجام شد، زودیاک به عنوان دوازدهمین فیلم برتر سدهٔ بیست و یکم انتخاب شد.

## خلاصه داستان
در ۴ ژوئیه ۱۹۶۹ یک مرد ناشناس با یک اسلحه در والیو کالیفرنیا به دارلین فرین و مایک مژو حمله می‌کند. مژو زنده می‌ماند.
یک ماه بعد، روزنامه سان‌فرانسیسکو کرونیکل یک نامه رمزدار از طرف قاتل دریافت می‌کند که در آن خودش را زودیاک نامیده و پلیس را سرزنش کرده است. پاول ایوری و دیگران، کاریکاتوریست سیاسی، رابرت گری اسمیت را در تحقیقات ابتدایی جدی نمی‌گیرند و او را در جریان جزئیات قرار نمی‌دهند. وقتی روزنامه نامه‌ها را چاپ می‌کند، یک زوج آن‌ها را رمزگشایی می‌کنند. در سپتامبر، قاتل به یک دانشجوی حقوق به نام برایان هارتنل و سیسیلیا شپرد در ناپا حمله می‌کند. شپرد دو روز بعد می‌میرد.
در یک بار، ایوری دربارهٔ نامه‌های رمزی با گری اسمیت حرف می‌زند. گری اسمیت نامه را تفسیر می‌کند و هردو به مبادله اطلاعات می‌پردازند. گری اسمیت عقیده دارد اشاره زودیاک به انسان به عنوان «خطرناک‌ترین حیوان روی زمین» به فیلم خطرناک‌ترین بازی برمی گردد که در آن ژنرال زاروف به شکار انسان‌ها می‌پردازد.
دو هفته بعد، یک راننده تاکسی به نام پاول استین در سان فرانسیسکو کشته می‌شود. زودیاک بخش‌هایی از لباس خونی استین را به روزنامه می‌فرستد. کارآگاه سان فرانسیسکو به نام دیو تاسکی و همکارش بیل ارمسترانگ وارد پرونده می‌شوند و با جک مولاناکس و کاپیتان کن نارلو در ناپا همکاری می‌کنند.
در سال ۱۹۷۱، کارآگاه تاسکی، آرمسترانگ و مولاناکس از مظنونی به نام آرتور لی الن بازجویی می‌کنند. آن‌ها متوجه می‌شوند او یک ساعت زودیاک به دست دارد. اما متخصص دست خط بیان می‌کند که الن نویسنده نامه‌های زودیاک نیست اگرچه گفته می‌شود الن با هر دو دست می‌تواند کار کند. ایوری نامه ای تهدیدکننده از زودیاک می‌گیرد و از ترس سراغ مواد و الکل می‌رود.
در سال ۱۹۷۸ گری اسمیت با تاسکی دربارهٔ قتل‌های زودیاک بحث می‌کند و نهایتاً همکاری او را می‌گیرد. در همین زمان به تاسکی این اتهام زده می‌شود که نامه ای از سمت زودیاک نوشته است.
گری اسمیت به تحقیقاتش ادامه می‌دهد و تصمیم می‌گیرد کتابی دربارهٔ زودیاک بنویسد. در همین زمان تماس‌های مشکوکی دریافت می‌کند. به خاطر علاقه افراطیش به این پرونده، شغلش را ازدست می‌دهد و همسرش ملانی او را ترک می‌کند. گری اسمیت متوجه می‌شود که لی نزدیک خانه فرین زندگی می‌کرده و احتمالاً او را می‌شناخته است. اگرچه شواهد کلی او را گناهکار نشان می‌دهند، ولی شواهد فیزیکی مثل اثر انگشت و نمونه دستخط چندان قوی نیستند. هشت سال بعد، بعد از انتشار کتاب پرفروش زودیاک توسط گری اسمیت، مژو تصویر الن را به عنوان قاتل شناسایی می‌کند…

## بازیگران
- جان کارول لینچ به عنوان زودیاک قاتل
- جیک جیلنهال در نقش رابرت گریسمیت
- مارک رافلو به عنوان بازرس دیو توشی
- رابرت داونی جونیور در نقش پل آوری
- آنتونی ادواردز به عنوان بازرس بیل آرمسترانگ
- برایان کاکس به عنوان ملوین بلی
- الیاس کوتیاس در نقش گروهبان جک مولاناکس
- دانل لوگ در نقش کاپیتان کن نارلو
- درموت مالرونی در نقش کاپیتان مارتی لی
- کلویی سونی در نقش ملانی گریسمیت
- جان تری در نقش چارلز
- فیلیپ بیکر هال در نقش شروود موریل
- جون دایان ری‌فیل در نقش کارول توشی
- سیارا موریارتی در نقش دارلین فرین
- آدام گلدبرگ در نقش دافی جنینگز
- تام وریکا در نقش جیم دانبار
- لی نوریس در نقش مایک مژو
  - جیمی سیمپسون در نقش مایک ماژو
- زک گرینیر در نقش مل نیکولای
- جوئل بیسونت در نقش بازرس کراک
- جیمز لوگورو در نقش کارآگاه جورج باورت
- جان گتز در نقش تمپلتون پک
- جان ماهون در نقش کاپیتان ژیلت
- مت وینستون در نقش جان آلن
- ژول بروف در نقش کاترین آلن
- جان انیس در نقش تری پاسکو
- پاتریک اسکات لوئیس در نقش برایان هارتنل
- پل جیمز در نقش سیسیلیا شپرد
- چارلز فلیشر در نقش باب وان
- کلیا دووال در نقش لیندا دل بونو
- زاخاری ساورز در نقش آرون گریسمیت
- میکا ساورز در نقش دیوید گریسمیت
- پال کلاوس در نقش سندی پانزارلا
- جان همفیل در نقش دونالد چنی
- اد ستراکیان در نقش آل هیمن
- ریچموند آرکت در نقش زودیاک ۱ / زودیاک ۲
- باب استیفنسن به عنوان زودیاک ۳
- جان لیسی در نقش زودیاک ۴
- آیونی اسکای در نقش کاتلین جانز